# Райнсбюттель
Райнсбюттель (нем. Reinsbüttel) — община в Германии, в земле Шлезвиг-Гольштейн.
Входит в состав района Дитмаршен. Подчиняется управлению КЛьГ Вессельбурен.  Население составляет 437 человек (на 31 декабря 2010 года). Занимает площадь 6,83 км².
Коммуна подразделяется на 4 сельских округа.